# 光合成細菌
光合成細菌（こうごうせいさいきん、英語: photosynthetic bacteria）は、光合成を行う細菌の総称である。光合成生物のうち、真核生物を除いたものに相当する。酸素発生型光合成を行うシアノバクテリアおよび酸素非発生型光合成を行う紅色細菌と緑色細菌を含む。光エネルギーを利用する細菌は光栄養細菌（phototrophic bacteria）と総称されるが、このうち炭素固定能力をもつもの（光独立栄養生物）が狭義の光合成細菌と呼ばれる。ただし、炭素固定能力をもたない光従属栄養生物を光合成細菌に含める場合もある（ヘリオバクテリアなど）。
紅色細菌および緑色細菌は、栄養学的分類から、さらに紅色硫黄細菌（ガンマプロテオバクテリア）・紅色非硫黄細菌（アルファプロテオバクテリア）、および緑色硫黄細菌（クロロビウム）・緑色非硫黄細菌（クロロフレクサス）に分けられる。シアノバクテリアを含めて各細菌グループは進化的に直接の関係はなく、互いに別個に光合成能を獲得したと考えられている。
上にあげた光合成細菌がすべてバクテリアクロロフィルまたはクロロフィルを用いた受光システムをもつのに対して、バクテリオロドプシンに内包されたレティナルを用いた受光システムを利用するものが、原核生物（細菌および古細菌）に広く分布している。古細菌である高度好塩菌がもつロドプシンはよく知られた例である。ただし、レティナル型の受光システムで炭素固定を行う生物は知られておらず、そのため光合成細菌には通常含めない。

## 概要
光合成細菌のうち、シアノバクテリアのみが酸素発生型の光合成を行い、その他はすべて酸素非発生型の光合成を行う。光合成にともなう光化学反応を行う分子機構には2種類あり、それぞれ光化学系 Iおよび光化学系 IIと呼ばれる（Photosystem I & II; PS I & II）。それぞれの光化学系には対応する反応中心（Reaction center I & II; RC I & II）がある。 光化学系Iがもつのは鉄硫黄型反応中心（RC I）であるのに対して、光化学系IIがもつのはキノン型反応中心（RC II）である。シアノバクテリアは2つの光化学系、すなわち2つの反応中心を併せ持つのに対して、その他の光合成細菌はどちらか一方の光化学系しか持たない。
- キノン型反応中心のみを持つもの
  - 紅色細菌
  - 緑色滑走性細菌
- 鉄硫黄型反応中心のみを持つもの
  - 緑色硫黄細菌
  - ヘリオバクテリア

光合成色素としては光合成細菌全てにおいてクロロフィル類を用いている。しかしながら、シアノバクテリアではクロロフィルを用い、その他ではバクテリオクロロフィルを用いる。反応中心色素（スペシャルペアー）として用いられる色素は基本的にクロロフィル a もしくはバクテリオクロロフィル a であるが、シアノバクテリアの一種である Acaryochloris marina ではクロロフィル d を用いており、紅色細菌の一種である Blastochloris viridis ではバクテリオクロロフィル b を用いるほか、ヘリオバクテリア属は全てバクテリオクロロフィル g を用いている。バクテリオクロロフィル g は、酸素存在下で光エネルギーを吸収するとクロロフィル a 様物質へと異性化することが知られている。
紅色細菌と緑色非硫黄細菌は酸素存在下では呼吸によって生育し（従属栄養性）、対して酸素非存在下および酸素微存在下では光合成器官（光化学反応中心やアンテナ色素系）を作り光合成によって生育する（独立栄養性）。一方、緑色硫黄細菌とヘリオバクテリアは嫌気性でのみ生育可能である。ただし、ヘリオバクテリアは耐性胞子を形成することが知られており、それにより酸素存在下でも生き残ることが知られている。

## アンテナ色素系
- 紅色光合成細菌は光化学反応中心がキノン型反応中心であるので、反応中心コア複合体にはアンテナ色素系と呼べる部分は存在しないが、膜貫通性の光捕集系である光捕集系 I および光捕集系 IIを持つことが知られている。
- 緑色非硫黄細菌は光化学反応中心がキノン型反応中心であるので、反応中心コア複合体にはアンテナ色素系と呼べる部分は存在しないが、膜貫通性の光捕集系とクロロソームと呼ばれるアンテナ色素系をもつ。
- 緑色硫黄細菌は光化学反応中心が鉄硫黄型反応中心であるので、反応中心コア複合体に80分子程度のクロロフィルを保有しておりアンテナ色素系として機能している。加えてクロロソームと呼ばれるアンテナ色素系を持つ。
- ヘリオバクテリアは光化学反応中心が鉄硫黄型反応中心であるので、反応中心コア複合体に80分子程度のクロロフィルを保有しておりアンテナ色素系として機能しているが、それ以外のアンテナ色素系の存在は確認されていない。

## 系統
16S_rRNA系統解析に基づく原核生物の分類において、光合成細菌は単系統ではなく、緑色非硫黄細菌、緑色硫黄細菌、紅色硫黄細菌、紅色非硫黄細菌、ヘリオバクテリア、シアノバクテリアなどがすべて別々の系統位置に分布する。
光栄養細菌としては、2007年にアシドバクテリア（Acidobacteria）門に新しい菌群が見つかった。これはChloracidobacterium thermophilumという好熱性の生物で、バクテリオクロロフィルaとcをもち、光従属栄養で増殖する。光化学系は鉄硫黄クラスター型である。さらに、ゲマティモナス（Gematimonadetes）門に光栄養細菌Gematimonas phototrophicaが見つかっている。